# Vizualizacija znanja
Vizualizacija znanja predstavlja korištenje vizualnih prezentacija da bi se što kvalitetnije i jednostavnije razmijenilo znanje između bar dvije osobe. Primjere takvog prijenosa znanja nalazimo svagdje; to su vizualne skice, dijagrami, slike, znakovi, interaktivne vizualizacije, karte. Vizualizacija znanja integrira metode iz različitih područja kao što su vizualne komunikacije, komunikologija, vizualna percepcija i upravljanje znanjem. Također se koriste u novinarstvu, informatici, matematici i statistici, te u svim aspektima znanstvene vizualizacije. 
Osnovni element slikovne informacije je informacija koju predstavlja. Za takav prikaz informacija mogu se koristiti automatizirani alati da bi informacije predstavili u obliku linije, kutije, strelice, simbola ili piktograma, a česta je upotreba ljestvica i etiketa. Slikovnim informacijama smo svugdje okruženi i većinu ih, iako su mnogi apstraktni, isčitavamo automatski i bez dubljeg promišljanja.

## Povijest slikovnih informacija
Povijest slikovnih informacija duga je gotovo kao i ljudska povijest. Naime, već su praljudi na zidovima pećina kreirali prve slikovne informacije – crteže na zidovima spilja, a kasnije i karte. Izradom karata bavili su se nekoliko tisućljeća prije pojave pisma. Kasnije su slike korištene za evidenciju količine stoke i zaliha. Srednjeamerički indijanci koristili su crteže za prikaz putovanja prošlih generacija. Takvi crteži sami za sebe nisu bili jasni, ali su uvelike pomagali usmenoj predaji.
1626. Christoper Scheiner objavio je djelo "Rosa Ursina Sive Sol"" u kojoj koristi razne crteže kako bi prikazao svoje astronomsko istraživanje Sunca, a 1786. William Playfair  Arhivirana inačica izvorne stranice od 29. listopada 2010. (Wayback Machine) objaviljuje knjigu "Komercijalni i politički atlas" koja obiluje stupčastim grafovima  Arhivirana inačica izvorne stranice od 11. srpnja 2007. (Wayback Machine) i histogramima. Iako su se grafovi upotrebljavali i ranije, termin "graf" uveo je James Joseph Sylvester 1878., kada u svom djelu prikazuje odnos između kemijskih veza i matematičkih svojstava. To su ujedno bili i prvi matematički grafovi.
Razvoj vizualnog jezika se u dvadesetom stoljeću znatno ubrzava. Znatan utjecaj je imao Otto Neurath koji je četrdesetih godina prošlog stoljeća razvio sustav piktograma namijenjenih funkcioniranju kao međunarodni slikovni jezik. Njegove su stilizirane ljudske figure osnova ovim današnjim.
Otl Aicher je 1972. za Olimpijske igre u Münchenu uveo novi set piktograma koji su se pokazali iznimno popularni, a i danas se često koriste na javnim natpisima.
Također je 1972. u svemir poslana letjelica Pioneer 10 u čiju je površinu ucrtana promišljena slikovna poruka koju su dizajnirali Carl Sagan i Frank Drake. Poruka je bila jedinstvena, namijenjena bićima koja ne žive na Zemlji i ne razumiju ljudski jezik. Prikazuje muškarca i ženu koji stoje ispred pojednostavljene siluete letjelice (kako bi se pokazali odnosi veličine, a oko ispod njih je karta Sunčevog sustava, te put koji je letjelica prešla od Zemlje prikazan strelicom.
Peter Sullivan je svojim radom u "The Sunday Timesu" mnogo utjecao u poticanju novina da koriste više crteža. On je također i jedan od rijetkih autora koji su u novinama pisali o slikovnim informacijama. Novine "USA Today" su osamdesetih godina prošlog stoljeća uspostavile filozofiju korištenja crteža kako bi informacije bile što dostupnije. Iako su novine primile mnoge kritike zbog prepojednostavljenja vijesti i stavljanje zabave u prvi plan, njihov se utjecaj na etabliranje slikovnih informacija ne može zanemariti.

## Slikovne informacije danas
Danas nas slikovne informacije okružuju medijima, znanstvenim radovima, priručnicima, prometnim znakovima... One predstavljaju informacije koje u tekstualnom obliku izgledaju nezgrapno. U novinama se obično koriste za prikaz vremenskih prillika, koriste se u kartama i planovima gradova, a često i za ilustraciju statističkih podataka. Neke su knjige gotovo potpuno sastavljene od slikovnih informacija. Iako su najuobičajenije u dječjim knjigama, vizualne se informacije često nalaze i u znanstvenoj literaturi; npr. u astronomiji, dijagramima presjeka, mikroskopskim prikazima...
Moderne karte koriste tehnike slikovnih informacija kako bi se integrirali razlličiti podatci. Prometni i ostali javni znakovi često se oslanjaju na slikovne informacije kao što su stilizirane ljudske figure i razni simboli. Na javnim se mjestima obično nalazi mnoštvo standardiziranih slikovnih simbola i stiliziranih crteža. Tehnički priručnici obiluju dijagramima te znakovima za upozorenje, opasnost i slično.
Danas Adobe Flash animacije na webu omogućavaju da slikovne informacije postanu sve zavodljivije i popularnije. Odnedavno se pojavljuju i na televiziji, naime 2002. je norveški duo Royksopp objavio spot sastavljen isključivo od slikovnih informacija, a 2004. francuska kompanija Areva koristila je u svojoj reklamnoj kampanji slične animiacije. To je uvelike pomoglo da se prepozna vrijednost upotrebe takvog vizualnog jezika pri uspješnom opisu složenih informacija.

## Vanjske poveznice
- Knowledge visualization